# جان کراب
جان کراب (انگلیسی: John Crabbe؛ زادهٔ ۲۰ اکتبر ۱۹۵۴) بازیکن فوتبال اهل بریتانیا است.
از باشگاه‌هایی که در آن بازی کرده‌است می‌توان به باشگاه فوتبال هرفورد یونایتد، باشگاه فوتبال کراولی تاون، باشگاه فوتبال کرو آلکساندرا، باشگاه فوتبال تورکی یونایتد، باشگاه فوتبال گیلینگام، باشگاه فوتبال ساوت‌همپتون، باشگاه فوتبال کانتربوری سیتی، باشگاه فوتبال کارلایل یونایتد، باشگاه فوتبال اشفورد یونایتد، و باشگاه فوتبال ویتستیبل تاون اشاره کرد.